# Apamea subbrunnea
Apamea subbrunnea là một loài bướm đêm trong họ Noctuidae.